# Bilicenii Noi
Bilicenii Noi è un comune della Moldavia situato nel distretto di Sîngerei di 2.016 abitanti al censimento del 2004

## Località
Il comune è formato dall'insieme delle seguenti località (popolazione 2004):
- Bilicenii Noi (773 abitanti)
- Lipovanca (124 abitanti)
- Mîndreştii Noi (1.119 abitanti)